# Lamay
L'île Lamay ou Petite Liuqiu (Chinois : 小琉球 ; pinyin : Xiǎo Liúqiú) est une île administrée par Taïwan sous le nom de canton de Liuqiu (琉球鄉; Liúqiú Xiāng) appartenant au comté de Pingtung. Couvrant une superficie de 6,8 km2, elle se situe à 15 km à l'ouest de la commune de Donggang. Elle constitue la seule grande île de corail de Taïwan. La population totale de l'île atteint environ 13 000 habitants répartie dans huit villages.

## Étymologie et différents noms

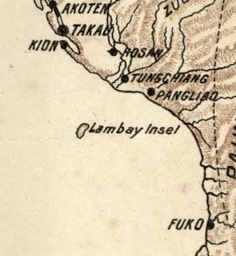
"Lambay insel" (en allemand) au début du siècle.

L'appellation Lamay,  (également Lambay ou Lamey) qui auparavant constituait le nom anglais le plus répandu de l'île, provient probablement d'une langue aborigène de Taïwan. L'île du Lion doré (anglais : Golden Lion Island) désigne un autre nom historique de l'île donné par les Anglais,. Deux ans avant le début de la colonisation néerlandaise à Taïwan, un navire hollandais nommé le Lion d'Or (néerlandais moderne: Gouden Leeuw) s'échoua sur les récifs coralliens de l'île. Après la prise de contrôle de l'île, ils la rebaptisèrent Gouden Leeuwseylant ("île du Lion doré") afin de rendre hommage aux membres de l' équipage tués par les indigènes.
En chinois, Liúqiú désignait à l'origine l'île de Taïwan, selon le Yuan Shi. Cependant, au cours de la dynastie Ming, le terme est devenu synonyme de Lamay. Cependant, le même nom en chinois se réfère également aux îles Ryukyu situées entre Taiwan et le Japon. Ainsi, le nom de Xiao Liuqiu (Chinois traditionnel : 小琉球 ; Pinyin : Xiǎo Liúqiú ; Wade-Giles : Hsiao3 Liu2-ch'iu2 ; Pe̍h-ōe-jī : Sió-liû-khiû ; Phak-fa-sṳ : Séu Liu-khiù) a été couramment utilisé depuis la colonisation japonaise, bien que l'île est officiellement nommée île Liuqiu (琉球嶼; Liúqiú Yǔ; Liu2-ch'iu2 Yü3; Liû-khiû-sū;  Liu-khiù-yí). Les variantes du nom de cette île inclus également Petite Liuchiu, Hsiao Liuchiu et Liouciou.
Après la prise de contrôle de Taïwan par le Kuomintang et jusqu'à aujourd'hui, l'île est administrée sous le nom de canton de Liuqiu appartenant au comté de Pingtung. Elle constitue la seule île du comté.

## Histoire
On pense que les Sirayas, les aborigènes taïwanais qui vivaient également dans l'actuel comté de Pingtung sur l'île de Taïwan, sont les premiers habitants de l'île.
En 1622, la caravelle hollandaise 'Goude Leeuws' (ou Gouden Leeuw ; Lion doré en français) s'échoua sur les récifs coralliens de l’Île. L'équipage en entier a été massacré par les Autochtones. En 1631, le yacht hollandais 'Beverwijck' fit naufrage sur les mêmes récifs et la cinquantaine de survivants se battit pendant deux jours avant de se faire massacrer. Hendrick Brouwer, le gouverneur-général des Indes orientales néerlandaises, donna personnellement l'ordre à son lieutenant Hans Putmans, gouverneur de Taïwan, de "punir et d'exterminer le peuple de [...] l'île du Lion doré comme exemple des actions meurtrières commises contre notre peuple". Une expédition de 1633, dirigée par Claes Bruijn, se découvrit en sous-effectif pour réaliser la mission, bien qu'elle réussit à trouver une grande grotte sur l'île qui servait d'abri en temps de troubles par les autochtones. Une plus grande expédition en 1636, sous les ordres de Jan Jurriansz van Lingga, rassembla les autochtones dans cette grotte, scella ses entrées, et remplit l'air d'asphalte brûlant et de soufre pendant huit jours. À la fin du massacre de l'île Lamay, quelque 300 autochtones furent tués et les 323 autres furent esclavagisés: ils furent vendus dans les plantations à Taïwan ou en Indonésie ; les femmes et les enfants furent utilisés comme femmes et domestiques à Taïwan.
Les quelques habitants restants furent enlevés par des razzias d'esclaves et des attaques jusqu'en 1645, lorsqu'un marchand chinois loua l'île aux Hollandais et fit partir les 13 derniers aborigènes. L'île fut réhabilitée par les Chinois, qui érigèrent un village de pêche prospère, mais comptant seulement 200 habitants à la fin de l'ère de domination des Qing sur Taïwan en 1895.
Pendant la période de domination japonaise, l'île fut administrée sous le nom de Village de Ryūkyū, appartenant au district de Tōkō et à la préfecture de Takao.
Après que la République de Chine reprit le pouvoir en 1945, l'île devint une municipalité du comté de Pingtung.
De nos jours, Lamay s'est tournée vers une économie touristique, particulièrement à la suite de son inclusion dans la Zone panoramique nationale de la baie de Dapeng en 2004. Elle reçoit aujourd'hui des centaines de milliers de touristes par an, bien que cela apporte de nouveaux défis à relever. Au début de l'année 2015, plus de 850 tonnes de déchets ont été empilés sur l'île lorsque le gouvernement du comté a oublié de budgéter des fonds pour les transporter sur l'île de Taïwan pour leur incinération. L'île fut dépourvue de services d'ordures de janvier à mai, lorsqu'il fut finalement possible de faire appel à une subvention nationale pour corriger le problème. De la même façon, les ordures laissées par les touristes et les pêcheurs ont tué plus de 90% des coraux de l'île avant que des efforts de conservation commencèrent à renverser la tendance.

## Géographie

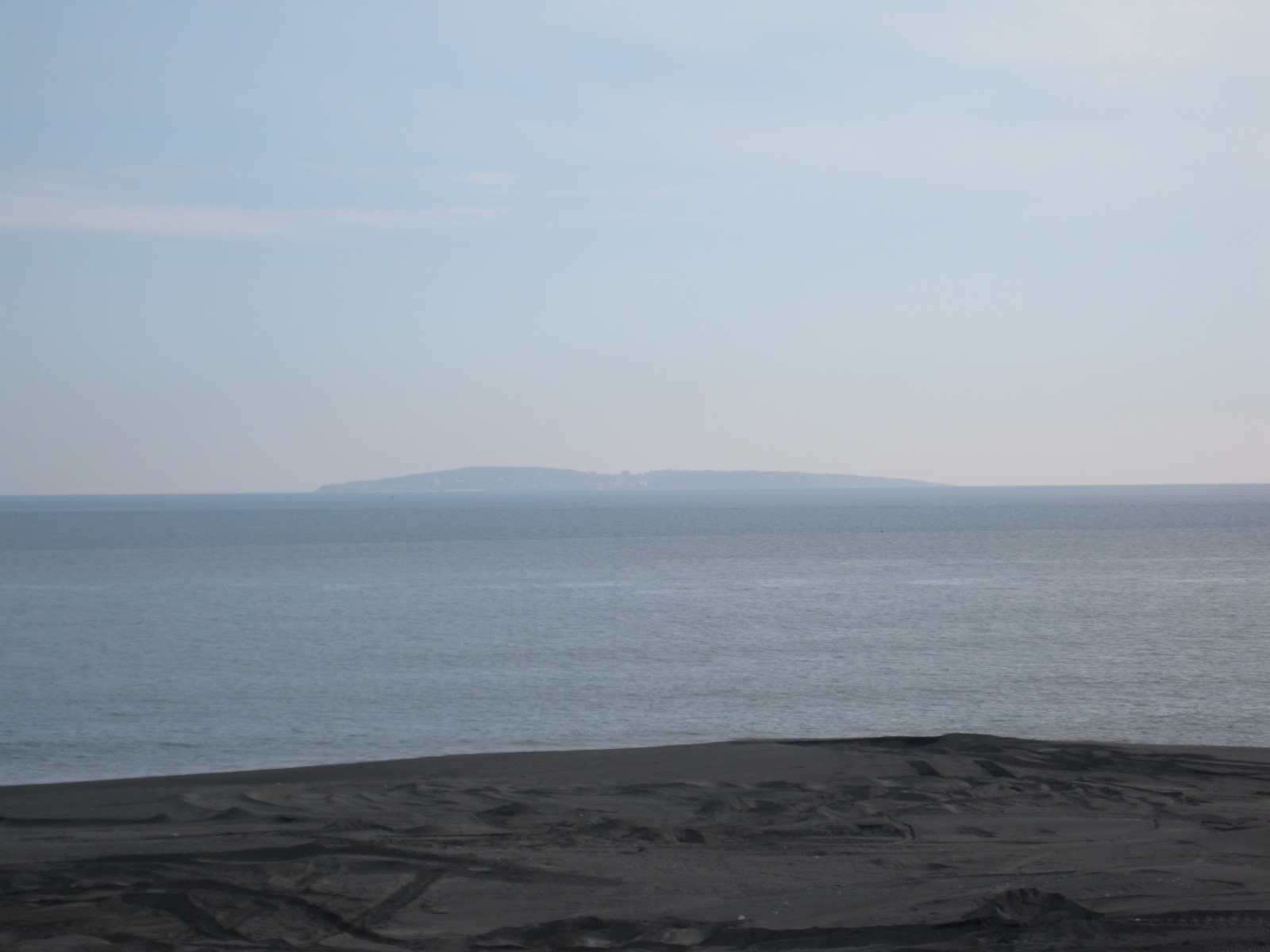
Petite Liuqiu / Lamay vue de la Baie de Dapeng dans la commune de Linbian, comté de Pingtung

L'île Lamay est une île corallienne en forme de pied ou de botte couvrant une superficie de 6,8 km2 à marée haute et environ 7,4 km2 à marée basse. Elle s'étend de 4 km du nord au sud et de 2 km d'est en ouest. Elle demeure dans le coin sud-ouest du détroit de Taïwan et se situe à 15 km au sud-sud-ouest de Donggang, à l'embouchure de la rivière Gaoping sur la côte sud-ouest de l'île de Taïwan. De manière générale, l'île s'incline légèrement du sud-ouest au nord-ouest, mais elle compte deux grabens, l'un du nord-est au sud-ouest et l'autre du nord-ouest au sud-est, qui se rencontrent au milieu, divisant l'île en quatre terrasses. Son point le plus élevé est le Mont Belly, d'une altitude d'environ 80 mètres.
Lamay est la seule île de niveau municipal au sein du comté de Pingtung. Elle est l'une des plus grandes îles coralliennes de Taïwan, et la seule avec une population et des activités humaines importantes. Elle est également couverte de calcaire et de terre rouge érodée par l'oxyde de fer et de silicium. Ses plages, ses récifs, ses grottes et ses formations rocheuses érodées sont devenus des attractions touristiques.
Ses principales plages sont la plage Chung Au (chinois traditionnel: 中澳沙灘 ; pinyin: Zhōng'ào Shātān) sur la côte nord, Duozaiping (chinois traditionnel: 肚仔坪潮間帶 ; pinyin: Dǔzǎipíng Cháojiāndài) et Geban Bay sur la côte ouest.

Les grottes les plus populaires de l'île sont la grotte du Nain noir, la grotte de la Beauté, et la grotte du homard.

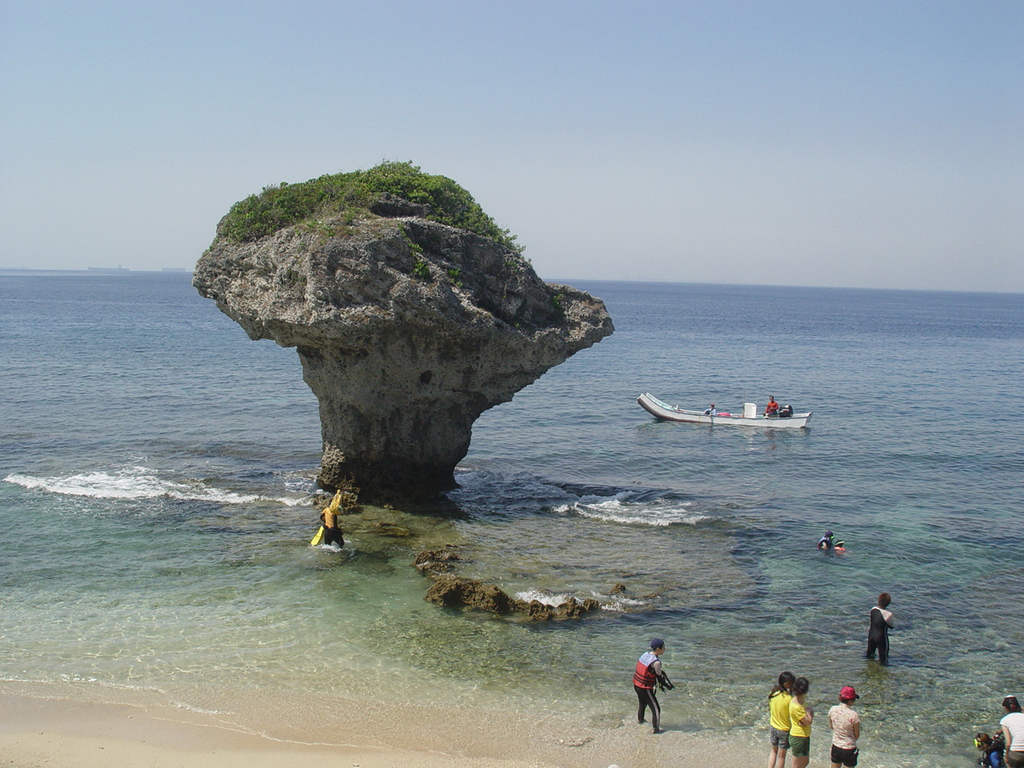
Vase Rock

Les rochers les plus célèbres sont le Vase Rock, situé à la pointe nord de l'île ; le corridor écologique de Sanfu (chinois traditionnel: 杉褔生態廊道 ; pinyin: Shānfù Shēngtài Lángdào) sur la côte est ainsi que le récif frangeant de Houshi (厚石裙礁 ; Hòushí Qúnjiāo) au sud-est. Ce dernier inclut Mouse Rock (老鼠石 ; Lǎoshǔ Shí) ; Guanyin Rock (觀音石 ; Guānyīn Shí) ; Indian Rock (t 紅蕃石 ; Hóngfān Shí) ; et Climbing Tiger Rock (爬山虎, Páshānhǔ) au sud-est.

### Faune et flore
Lamay comporte un écosystème varié:
Ses forêts sont composées de faux mimosas, d'acacias, d'ananas sauvages ainsi que de bambous.
La plage de sable et de coquillages Chung Au jouxte les eaux qui abritent près de 176 espèces de poissons et de nombreuses espèces de coraux. De même, on peut y trouver des tortues marines, dont les femelles viennent sur le rivage pour se nicher pendant l'été. D'autres vertébrés marins tels que des requins, poissons volants et des cachalots peuvent être aperçus autour de l'île.

### Climat
L'île Lamay comporte un climat tropical de mousson, avec des températures chaudes toute l'année et une saison des pluies allant d'avril à octobre ainsi qu'une saison sèche plus froide allant de novembre à mars. La température de la mer dépasse les 25 degrés Celsius toute l'année; ce qui en fait l'un des meilleurs endroits non seulement pour la baignade et pour des activités aquatiques au cours de l'hiver à Taïwan, mais aussi pour des milliers d'espèces de récifs coralliens présents dans la région.
| Mois                              | jan. | fév. | mars | avril | mai   | juin  | jui.  | août  | sep.  | oct. | nov. | déc. | année   |
| --------------------------------- | ---- | ---- | ---- | ----- | ----- | ----- | ----- | ----- | ----- | ---- | ---- | ---- | ------- |
| Température minimale moyenne (°C) | 18   | 18,5 | 19,8 | 22,2  | 24,3  | 25,5  | 25,8  | 25,5  | 25    | 24,1 | 21,8 | 18,8 | 22,4    |
| Température maximale moyenne (°C) | 25,1 | 25,7 | 27,5 | 29,5  | 31,3  | 31,7  | 32,2  | 32    | 31,3  | 30,2 | 27,8 | 25,5 | 29,2    |
| Ensoleillement (h)                | 175  | 167  | 190  | 192   | 200   | 201   | 225   | 196   | 175   | 184  | 167  | 163  | 2 235   |
| Précipitations (mm)               | 16   | 20,5 | 38,8 | 69,8  | 197,4 | 415,3 | 390,9 | 416,7 | 241,9 | 42,7 | 18,7 | 16,2 | 1 884,9 |
| Humidité relative (%)             | 75   | 76   | 75   | 77    | 78    | 81    | 80    | 81    | 79    | 76   | 75   | 74   | 77      |

| Janvier | Février | Mars | Avril | Mai  | Juin | Juillet | Août | Septembre | Octobre | Novembre | Décembre |
| ------- | ------- | ---- | ----- | ---- | ---- | ------- | ---- | --------- | ------- | -------- | -------- |
| 25.0    | 25.2    | 25.7 | 26.9  | 28.1 | 29.1 | 29.4    | 29.2 | 28.8      | 28.1    | 27.0     | 25.8     |

## Divisions administratives
Le canton de Liuqiu se compose de huit villages, dont Zhongfu en est le centre administratif. Le maire actuel de la commune est Chen Lung-chin (陳隆進 ; Chén Lóngjìn).
| Division administrative de la commune de Liuqiu           |
| \| Zhongfu Yufu Benfu Shanfu Shangfu Dafu Tianfu Nanfu \| |
| Zhongfu Yufu Benfu Shanfu Shangfu Dafu Tianfu Nanfu       |

## Économie
Au cours de l'ère moderne et sous la domination japonaise, les activités économiques de Lamay se définissaient essentiellement par la pêche et l'agriculture à petite échelle. Après la restauration du pouvoir chinois sur Taïwan en 1945, quelques carrières furent exploitées afin d'exporter de la pierre et de la chaux. Au fur et à mesure du développement de l'économie taïwanaise, le tourisme a employé de plus en plus de personnes.
L'eau et l'électricité proviennent de l'île de Taïwan. À cause de la menace constante des typhons estivaux, les constructions sur l'île sont spécialement conçues pour s’accommoder aux vents violents et aux vagues fortes.

### Pêche
Le pilier traditionnel de l'économie local a été la pêche dans les eaux poissonneuses du courant de Kuroshio situé à proximité. La plupart des habitants continuent à vivre de la pêche, mais de meilleurs revenus dans le secteur de la restauration aux touristes a provoqué un manque de main-d’œuvre. Le commerce dépend de plus en plus de l'extérieur dont les marchandises sont rapportées aux équipages maritimes au moyen de cages à filets (箱網養殖 ; xiāngwǎng yǎngzhí) ; ces dernières sont également utilisées en tant qu'attraction touristique.

### Agriculture
Le manque de cours d'eau sur l'île et le sol infertile rend les activités agricoles difficiles. Avant la période contemporaine, les produits agricoles locaux provenaient des palmiers à noix de coco. Après 1945, les agriculteurs de l'île se sont concentrés dans la production de patates douces et d'arachides. De nos jours, les 140 hectares consacrés à la production agricole de l'île se sont spécialisés dans la culture de la mangue et d'autres fruits, tels que les papayes, goyaves et les pommes d'eau. Or ce type de culture convient uniquement à un climat plutôt sec, sans compter l'exposition de l'île aux moussons et aux typhons ; ce qui explique une baisse de la surface cultivable depuis au moins les années 1980 et un abandon de vieux terrains cultivables à la brousse et à la forêt. Les exploitations agricoles se sont tournées vers une production de fruits à haut rendement comme les mangues.

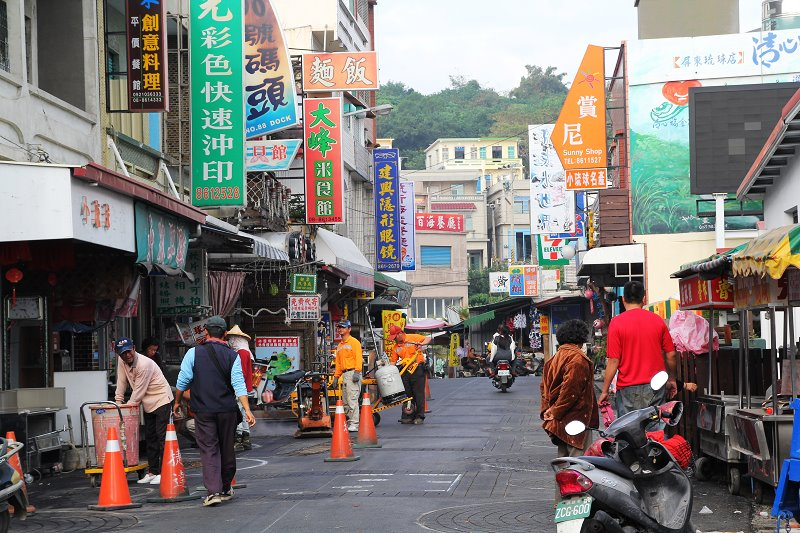
Vieille rue de Sanmin

### Tourisme
Le secteur touristique est devenu le pilier de l'économie de Lamay après l'inclusion de l'île dans la zone panoramique nationale de la baie de Dapeng en 2004. Le tourisme est progressivement devenu populaire, surtout depuis la fin des années 2000 avec l'augmentation de l'exposition médiatique et à la publicité. L'île comporte des centaines de chambres d'hôtes et d'hôtels fournissant des services comprenant la location de bicyclette et de scooters ainsi que du matériel de plongée. Selon les statistiques touristiques du comté de Pingtung, l'île Lamay a atteint les 400 000 visiteurs à l'année en 2014 ; ce qui constitue une quantité relativement importante pour une île de très petite taille.
De plus la température de l'eau au-delà des 25 degrés Celsius toute l'année explique non seulement que la zone abrite de nombreuses espèces de coraux mais aussi qu'elle est l'une des plus belles destinations pour la baignade en hiver à Taïwan.
Les attractions principales de l'île sont:
- ses temples ;
- ses plages ;
- ses récifs ;
- ses grottes et formations rocheuses ;
- ses cages à filets utilisées pour la pêche ;
- sa forêt de bambous et son parc marécageux (竹林生態濕地公園 ; Zhúlín Shēngtài Shīdì Gōngyuán) au centre de l'île[22] ;
- l'architecture de ses bâtiments et ses commerces le long de la rue Sanmin (三民老街 ; Sānmín Lǎojiē) ;
- le port de pêche de Sanfu (杉福漁港 ; Shānfú Yúgǎng)
- le pavillon de la Vue sur la mer (望海亭, Wànghǎi Tíng) à côté de la grotte de la Beauté[23] ;
- le pavillon de la Restauration (復育涼亭 ; Fùyù Liángtíng) situé sur une ancienne décharge[24] ;
- le pavillon du Coucher de soleil (落日亭, Luòrì Tíng) dans le coin sud-ouest de l'île[25] ;
- le fossé Sanzu (山豬溝 ; Shānzhū Gōu), une rigole escarpée au nord-ouest de Sanban'ao, près de la grotte du Nain noir[26],[15].

Le gouvernement taïwanais a limité l'accès et a imposé des limites journalières pour les visites dans les zones intertidales de l'île depuis 2012. Le contrôle accru du gouvernement a aidé à la restauration des écosystèmes et de la diversité biologique les années suivantes.
L'île Lamay est également célèbre pour ses histoires de fantômes et ses rumeurs de grottes hantées dont la plus notable est la grotte du nain noir. Voici l"histoire sculptée à l'entrée de la grotte:
De nombreuses personnes ont douté de l'exactitude de cette histoire et ont plutôt désigné les "Nègres" comme les membres de la tribu Siraya, massacrés au cours du massacre de l'île Lamey.
L'histoire de la grotte de la Beauté est associée à une légende tragique. La grotte est nommée d'après la jeune fille d'un loyaliste des Ming exilé de Chine par les Mandchous. Selon la légende, le loyaliste vivait avec sa fille dans la grotte en se nourrissant de plantes et de petits poissons. Lorsque le père mourut, sa fille fut tellement frappée par le chagrin qu'elle mordit sa propre langue et mourut ensuite.

## Religion
La religion chinoise de la vénération des ancêtres est très présente, puisque la majorité des parcelles de terrain non cultivé ou non construit sur la moitié sud de l'île, en dehors des zones touristiques, sont couvertes de tombes. Lamay est populaire pour ses temples: l'île en compte au moins 70. Les habitants sont assez religieux et il est commun de les voir prier et donner des offrandes pour le rétablissement de la santé ; les bénédictions de nouveaux bateaux, bâtiments, et de mariages ; la protection lors des sorties en mer des pêcheurs ; et pour les funérailles. 

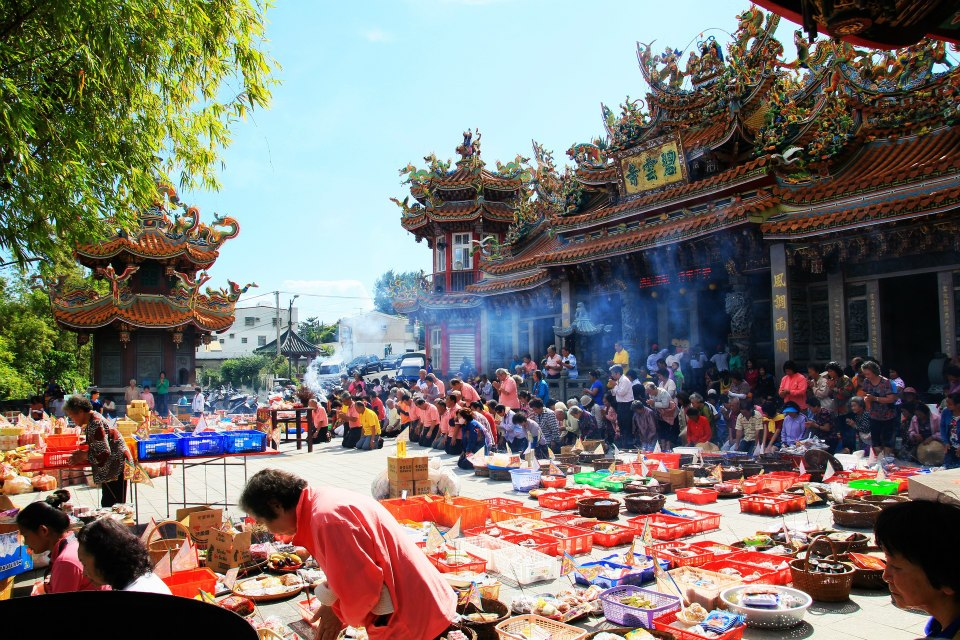
Le temple Piyun au cours de la fête des fantômes.

Les dieux vénérés sur l'île sont, pour la plupart, ceux des croyances locales que l'on trouve à Quanzhou et Zhangzhou au Fujian, d'où sont originaires les colons Han. Le plus important et le plus célèbre est Guanyin, le bodhisattva de la pitié. Son temple du Nuage de jade (碧雲寺; Bìyún Sì) ainsi que le festival anniversaire qui lui est dédié chaque année le 19e jour du 2e mois lunaire s'avèrent très appréciés par les habitants. Lors du festival anniversaire, des célébrations sont organisées dans les temples de chaque village, accompagnées de cérémonies et de spectacles d'opéra taïwanais joués pendant un mois et demi en l'honneur de Guanyin. Ce festival est devenu une attraction touristique majeure, comme le festival "Welcoming the King" tenu tous les trois ans en l'honneur du dieu de la peste, Wuwangye.
Deux autres temples de grande importance sont le temple de la Montagne Esprit (靈山寺 ; Língshān Sì) situé sur une falaise près du port de Baisha, construit au début des années 1960 et dédié à Bouddha à l'origine ; le palace des Trois Prospères (三隆宮 ; Sānlóng Gōng) au sud de Benfu et consacré à Zhuwangye, Chiwangye et Wuwangye. Le temple Erlong à Haizikou est également un point de repère pour les touristes qui suivent la route longeant la côte de l'île.
Le Christianisme a été introduit par les Hollandais. Il existe toujours une église presbytérienne sur l'île, érigée par des missionnaires Anglais qui géraient autrefois également un sanatorium sur l'île. Le Catholicisme espagnol, le Shintoïsme japonaise ainsi que le Bouddhisme furent introduits par leurs empires respectifs mais ont disparu depuis.

## Transport

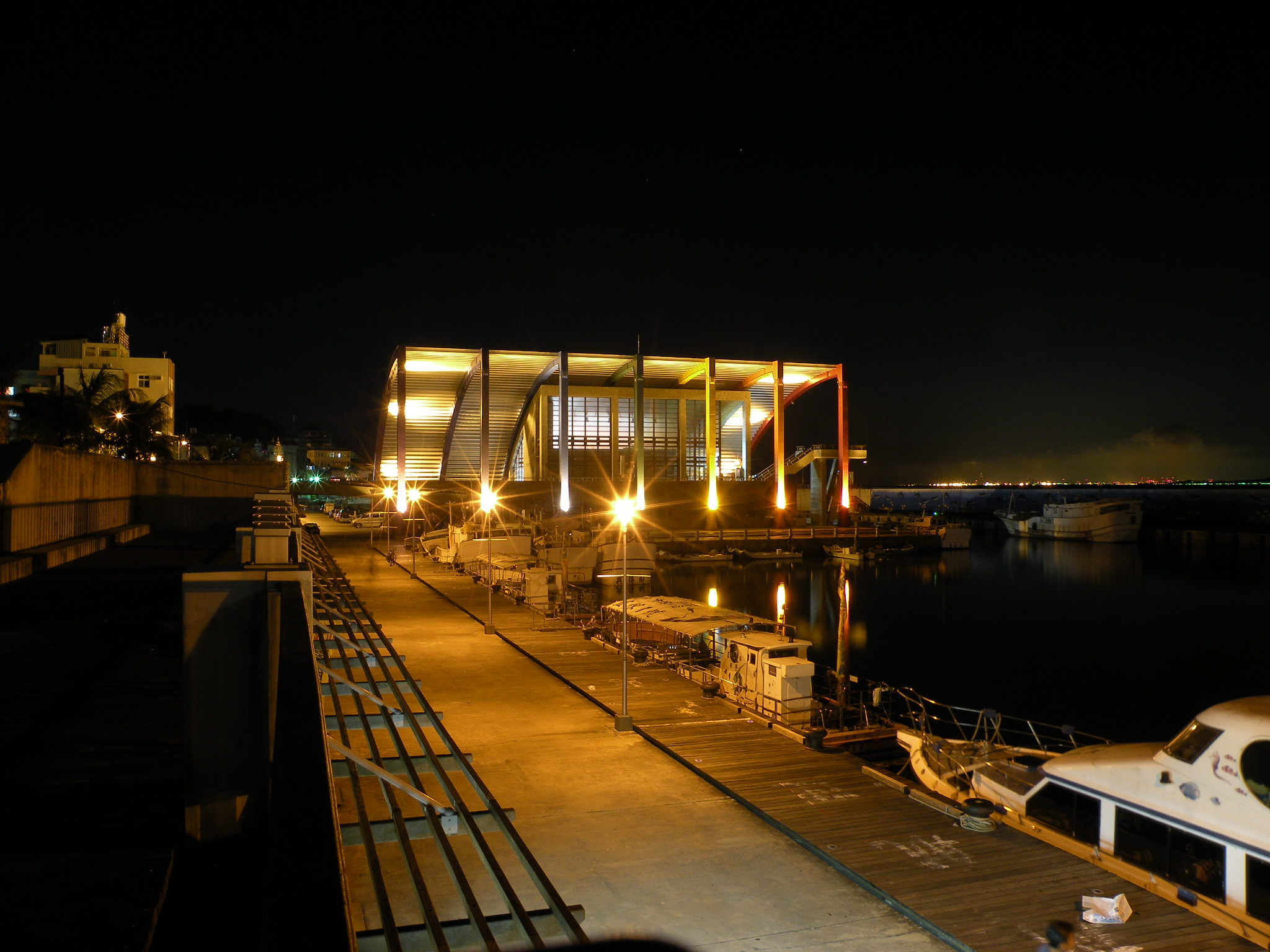
Le port Baisha, le seul port existant sur Lamay.

Le seul moyen d'accéder à l'île Lamay, par le port de Dafu, est de prendre le bateau à partir de la commune de Donggang dans la partie continentale du comté de Pingtung ou à partir de Zhongyun dans la municipalité de Kaohsiung. Les bateaux arrivent au port de Baisha, au nord de l'île ou au port de Dafu sur la côte est.  L'île se situe à 8 ou 9 milles marins à partir de Taiwan, soit environ 25 à 30 minutes en bateau. L'île comporte deux phares: le premier guide les navires dans le port de Baisha, et le second est le phare Liuchiu Yu sur le mont Dongnanjian. Bien qu'auparavant un aéroport permettait un service de vols directs entre l'île et l'aéroport international de Kaohsiung, il est utilisé aujourd'hui pour l'hélicoptère.

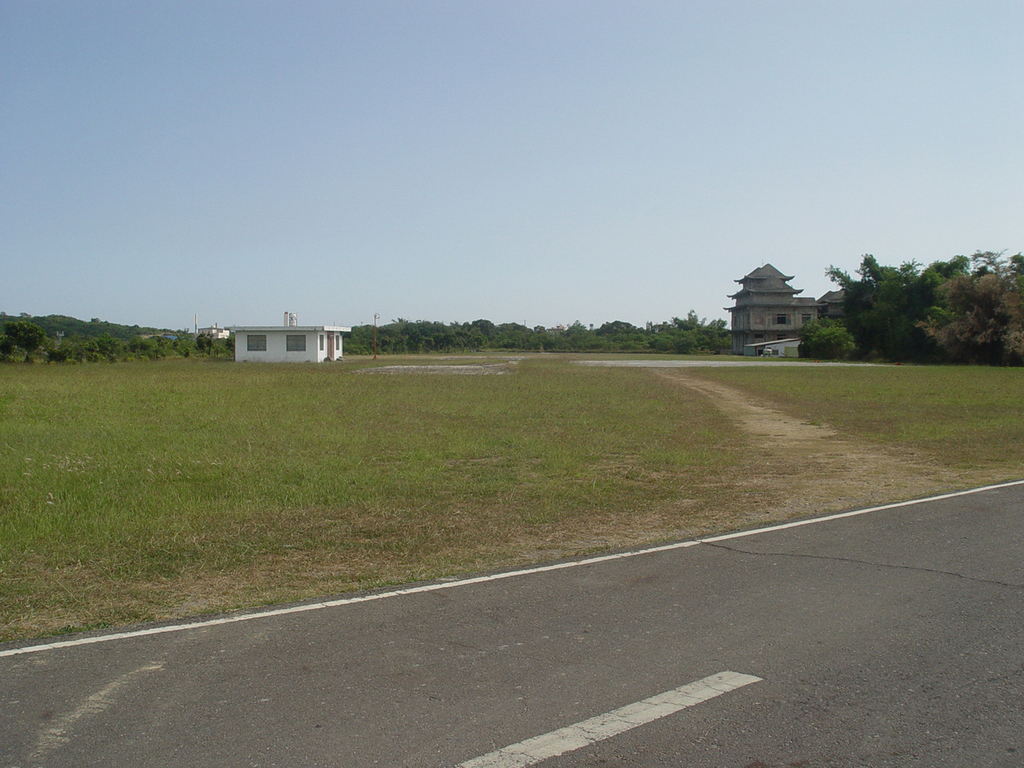
piste d'aéroport de Lamay